# Gazette des beaux-arts
La Gazette des beaux-arts est une revue française de critique et d'histoire de l'art, fondée en 1859 et disparue en 2002 après avoir appartenu à la famille Wildenstein à partir de 1928.
Cette revue a été une référence mondiale dans le domaine de l’histoire de l’art pendant près de cent cinquante ans.

## Histoire

### Débuts: Édouard Houssaye (1859-1863)
La Gazette des beaux-arts est fondée en janvier 1859 par le journaliste Édouard Houssaye, qui choisit le critique d'art Charles Blanc comme rédacteur en chef. 
La revue est sous-titrée « Courrier européen de l'art et de la curiosité ». 
À partir de 1861, elle est accompagnée d'un supplément paraissant chaque samedi, intitulé La chronique des arts et de la curiosité, que les abonnés à la Gazette reçoivent gratuitement. Ce supplément dure jusqu'en 1922.

### Émile Galichon (1863-1872)
En 1863, elle est rachetée par Émile Galichon, lui aussi critique d'art.

### Période Cottier/André/Ephrussi (1872-1905)
En 1873, Eugène Véron est nommé secrétaire de rédaction (deux ans plus tard il fonde L'Art).

### Période Wildenstein (1928-2002)
La revue est rachetée par le galeriste Georges Wildenstein en 1928, et transmise en 1963 à son fils Daniel, galeriste et historien de l'art. 
De 1936 à 1960, le secrétariat de rédaction est assuré par Assia Visson Rubinstein. Jean Adhémar est rédacteur en chef de 1955 à 1987.
La revue disparaît l'année suivant la mort de Daniel Wildenstein, alors qu'un conflit de succession oppose ses fils, Guy et Alec, à leur belle-mère, Sylvia Roth.

## Liste des directeurs

### De 1859 à 1905
- 1859-1863 : Édouard Houssaye
- 1863-1872 : Émile-Louis Galichon
- 1872-1875 : Maurice Cottier, Édouard André et Ernest Hoschedé
- 1875-1882 : Maurice Cottier, Édouard André
- 1882-1897 : Mme Cottier, M. et Mme Édouard André ; Charles Ephrussi est associé à partir de 1885
- 1900-1905 : Roger Marx et Charles Ephrussi

### De 1905 à 2002
| Portrait                                                               | Identité                          | Période | Période         | Durée  |
| Portrait                                                               | Identité                          | Début   | Fin             | Durée  |
| ---------------------------------------------------------------------- | --------------------------------- | ------- | --------------- | ------ |
| Théodore Reinach                                                       | Théodore Reinach (1860 - 1928)    | 1905    | 28 octobre 1928 | 23 ans |
| Georges Wildenstein                                                    | Georges Wildenstein (1892 - 1963) | 1928    | 11 juin 1963    | 35 ans |
| Pas de portrait sous licence libre disponible pour Daniel Wildenstein. | Daniel Wildenstein (1917 - 2001)  | 1963    | 23 octobre 2001 | 38 ans |
| Pas de portrait sous licence libre disponible pour Guy Wildenstein.    | Guy Wildenstein (né en 1945)      | 2001    | 2002            | 1 an   |

### Documents
Les papiers d'Assa Rubinstein, inclant les exemplaires de la Gazette publiés durant sa présence au secrétariat de rédaction, ont été déposés à l'université de Lausanne. 